# Hugues de Teissiac
Hugues de T(h)eissiac, né en Savoie et mort en  1445 à Vaison, est un prélat français, évêque de Vaison  au XVe siècle. 

## Biographie
Il est un proche parent du cardinal Jean Allarmet de Brogny.
Hugues de Teissiac est nommé administrateur de Saint-Paul-Trois-Châteaux en 1411 et évêque de Vaison en 1412. Il fait rescinder l'acte par lequel son prédécesseur a engagé les bien de l'évêché. Il est aussi vicaire général de l'archidiocèse d'Arles, où il fait bâtir le collège des savoyards par ordre du cardinal Brogny.